# L'Entreprenant Vendeur de chaussures
Pour plus de détails, voir Fiche technique et Distribution.
L'Entreprenant Vendeur de chaussures (The Gay Shoe Clerk) est un film américain réalisé par Edwin Stanton Porter, sorti en 1903.

## Synopsis
Dans un magasin de chaussures, le vendeur soigne son présentoir. Une dame entre, suivie par sa fille, la vingtaine, à qui elle veut offrir une nouvelle paire de chaussures. En conformité avec l'époque, les deux femmes portent des robes tombant jusqu’au sol et une capeline. La jeune fille choisit un modèle et le vendeur entreprend l’essayage habituel. Tandis qu’il noue le lacet, la jeune fille découvre lentement son mollet. En se relevant, le vendeur embrasse alors à pleine bouche la jeune fille consentante. Furieuse, la mère assaille le vendeur à coups d’ombrelle et quitte le magasin en réprimandant sa fille.

## Fiche technique
- Titre : L'Entreprenant Vendeur de chaussures
- Titre original : The Gay Shoe Clerk
- Réalisation : Edwin S. Porter
- Production : Edison Manufacturing Company
- Pays :  États-Unis
- Format : 35 mm, noir et blanc, muet
- Durée : 1 min 12 s
- Date de sortie : 1903

## Distribution
Edward Boulden : le vendeur

## Analyse
Le cinéaste britannique George Albert Smith tourne en 1900 un film qui annonce pour la première fois le langage particulier du cinéma, Ce qu'on voit dans un télescope, où un homme épie à l'aide d’un télescope une cycliste débutante dont le mollet est caressé subrepticement par son entraîneur sportif. Le plan maître (plan principal), plan large, est coupé par un gros plan du mollet de la jeune fille, ce qui ne s’était jamais fait depuis la réalisation des premiers films en 1891. Ce plan serré sur une partie du corps qu’à l’époque les femmes « honnêtes » se devaient de cacher sous leur robe longue, n’aurait peut-être pas été accepté par le public du cinéma primitif, voire interdit par une autorité collet monté, mais l’alibi de ce voyeurisme étant de le dénoncer, le contour circulaire du gros plan signifie : voilà ce que voit cet homme pervers, le cinéaste n’y est pour rien. George Albert Smith recommence la même année avec un film fondamental du cinéma : La Loupe de grand-maman, où il aligne pas moins de cinq gros plans. « Cette alternance du gros plan et des plans généraux dans une même scène est le principe du découpage. Par là, Smith crée le premier véritable montage. »
Dans un film de 1903, Le Chaton malade, George Albert Smith ne prend même plus la peine de trouver un alibi pour se rapprocher de son sujet. Le gros plan est introduit cut dans le plan maître.
Le cinéaste américain Edwin Stanton Porter a vu les films britanniques et avoue l'influence qu’ils ont eue dans sa manière de tourner. L'Entreprenant Vendeur de chaussures met en pratique, voire en copie, l’utilisation du gros plan (que le cinéaste américain n’utilisera pourtant pas dans son célèbre Le Vol du grand rapide de la même année, premier western du cinéma).